# Trochaloschema saryhissorica
Trochaloschema saryhissorica är en skalbaggsart som beskrevs av Januschev 1973. Trochaloschema saryhissorica ingår i släktet Trochaloschema och familjen Melolonthidae. Inga underarter finns listade i Catalogue of Life.